# Kup Zagrebačkog nogometnog saveza 2014./15.
Kup Zagrebačkog nogometnog saveza za sezonu 2014./15. je igran od rujna 2014. do travnja 2015. godine. 
 U kupu nastupaju klubovi s područja Grada Zagreba, a pobjednik i finalist natjecanja natjecanja stječe pravo nastupa u pretkolu Hrvatskog kupa u sezoni 2015./16. 

Kup je osvojio HAŠK iz Zagreba, pobijedivši u završnici ZET, također iz Zagreba.

## Sudionici
U natjecanju je sudjelovalo 47 klubova, prikazani prema pripadnosti ligama u sezoni 2014./15.
| 2. HNL (II.) - HAŠK Zagreb - Hrvatski dragovoljac Zagreb - Lučko - Rudeš Zagreb - Sesvete 3. HNL – Zapad (III.) - Dubrava Zagreb - Maksimir Zagreb - Špansko Zagreb - Trnje Zagreb - Vrapče Zagreb MŽNL Središte Zagreb (IV.) - Dinamo Odranski Obrež - Kustošija Zagreb - Ponikve Zagreb | 1. Zagrebačka liga (V.) - Botinec Zagreb - Concordia Zagreb - Ivanja Reka - Jarun Zagreb - Nur Zagreb - Odra - Polet Sveta Klara (Zagreb) - Prečko Zagreb - Sesvetski Kraljevec (Sesvete) - Studentski grad Zagreb - Šparta Elektra Zagreb - Tekstilac-Ravnice Zagreb - Trešnjevka Zagreb - ZET Zagreb | 2. Zagrebačka liga (VI.) - Brezovica - Čehi (Gornji Čehi) - Horvati 1975 - Hrvatski Leskovac - Mladost Buzin - Mladost Donji Dragonožec - Prigorje Markuševec (Zagreb) - Prigorje Žerjavinec - Sava Zagreb - Sloga-Gredelj Zagreb | 3. Zagrebačka liga (VII.) - Blato Zagreb - Gavran Zagreb - Hrašće (Hrašće Turopoljsko) - Kašina - Mala Mlaka - Omladinac Odranski Strmec - Sava Jakuševec (Zagreb) - Uljanik Zagreb - Zapruđe Zagreb - Zelengaj Zagreb |

## Rezultati

### Pretkolo
Igrano 3. i 9. rujna 2014. 
| klub1                                                                         | klub2                                                                         | rez.                                                                          |                                                      |
| ----------------------------------------------------------------------------- | ----------------------------------------------------------------------------- | ----------------------------------------------------------------------------- | ---------------------------------------------------- |
| Botinec Zagreb                                                                | Brezovica                                                                     | 1:4                                                                           |                                                      |
| Concordia Zagreb                                                              | Horvati 1975                                                                  | 2:2 (0:3 11 m)                                                                | Horvati 1975 prošli boljim izvođenjem jedanaesteraca |
| Sesvetski Kraljevec (Sesvete)                                                 | Gavran Zagreb                                                                 | 9:2                                                                           |                                                      |
| Jarun Zagreb                                                                  | Hrvatski Leskovac                                                             | 4:1                                                                           |                                                      |
| Nur Zagreb                                                                    | Mladost Donji Dragonožec                                                      | 3:3 (4:3 11 m)                                                                | Nur prošao boljim izvođenjem jedanaesteraca          |
| Odra                                                                          | Sava Jakuševec (Zagreb)                                                       | 5:2                                                                           |                                                      |
| Šparta Elektra Zagreb                                                         | Sloga-Gredelj Zagreb                                                          | 3:1                                                                           |                                                      |
| Trešnjevka Zagreb                                                             | Uljanik Zagreb                                                                | 25:0                                                                          |                                                      |
| Zelengaj Zagreb                                                               | Zapruđe Zagreb                                                                | 1:2                                                                           |                                                      |
| Prigorje Markuševec (Zagreb)                                                  | Studentski grad Zagreb                                                        | 1:2                                                                           |                                                      |
| Sava Zagreb                                                                   | Blato Zagreb                                                                  | 0:4                                                                           |                                                      |
| Čehi (Gornji Čehi)                                                            | Hrašće (Hrašće Turopoljsko)                                                   | 1:1 (4:3 11 m)                                                                | Čehi prošli boljim izvođenjem jedanaesteraca         |
| Prigorje Žerjavinec                                                           | Kašina                                                                        | 2:0                                                                           |                                                      |
| Prečko Zagreb                                                                 | Omladinac Odranski Strmec                                                     | 6:0                                                                           |                                                      |
| Mladost Buzin                                                                 | Mala Mlaka                                                                    | 5:2                                                                           |                                                      |
| Ivanja Reka, Polet Sveta Klara (Zagreb), Tekstilac-Ravnice Zagreb, ZET Zagreb | Ivanja Reka, Polet Sveta Klara (Zagreb), Tekstilac-Ravnice Zagreb, ZET Zagreb | Ivanja Reka, Polet Sveta Klara (Zagreb), Tekstilac-Ravnice Zagreb, ZET Zagreb | slobodni                                             |

### 1. kolo
Igrano 24. rujna i 1. listopada 2014. 
| klub1                         | klub2                       | rez.           |                                                   |
| ----------------------------- | --------------------------- | -------------- | ------------------------------------------------- |
| Polet Sveta Klara (Zagreb)    | Ivanja Reka                 | 1:5            |                                                   |
| Sesvetski Kraljevec (Sesvete) | Trnje Zagreb                | 1:0            |                                                   |
| Horvati 1975                  | Lučko                       | 0:2            |                                                   |
| Odra                          | Dubrava Zagreb              | 1:4            |                                                   |
| Trešnjevka Zagreb             | Vrapče Zagreb               | 0:2            |                                                   |
| Čehi (Gornji Čehi)            | Maksimir Zagreb             | 0:3 p.f.       | Maksimir prošao bez borbe                         |
| Šparta Elektra Zagreb         | Rudeš Zagreb                | 0:3            |                                                   |
| Zapruđe Zagreb                | HAŠK Zagreb                 | 0:4            |                                                   |
| Prečko Zagreb                 | Špansko Zagreb              | 4:2            |                                                   |
| Jarun Zagreb                  | Kustošija Zagreb            | 0:0 (4:5 11 m) | Kustošija prošla boljim izvođenjem jedanaesteraca |
| Studentski grad Zagreb        | Dinamo Odranski Obrež       | 1:0            |                                                   |
| Nur Zagreb                    | ZET Zagreb                  | 1:1 (1:3 11 m) | ZET prošao boljim izvođenjem jedanaesteraca       |
| Prigorje Žerjavinec           | Hrvatski dragovoljac Zagreb | 2:2 (4:2 11 m) | Prigorje prošlo boljim izvođenjem jedanaesteraca  |
| Mladost Buzin                 | Tekstilac-Ravnice Zagreb    | 0:2            |                                                   |
| Blato Zagreb                  | Sesvete                     | 0:7            |                                                   |
| Brezovica                     | Ponikve Zagreb              | 2:5            |                                                   |

### 2. kolo
Igrano 15. listopada 2014. 
| klub1                    | klub2                         | rez.           |                                                           |
| ------------------------ | ----------------------------- | -------------- | --------------------------------------------------------- |
| Sesvete                  | Prigorje Žerjavinec           | 3:1            |                                                           |
| Vrapče Zagreb            | Kustošija Zagreb              | 2:0            |                                                           |
| Ponikve Zagreb           | Dubrava Zagreb                | 2:1            |                                                           |
| ZET Zagreb               | Rudeš Zagreb                  | 0:0 (6:5 11 m) | ZET prošao boljim izvođenjem jedanaesteraca               |
| Lučko                    | Studentski grad Zagreb        | 2:0            |                                                           |
| Tekstilac-Ravnice Zagreb | Prečko Zagreb                 | 2:2 (5:4 11 m) | Tekstilac-Ravnice prošao boljim izvođenjem jedanaesteraca |
| HAŠK Zagreb              | Sesvetski Kraljevec (Sesvete) | 5:0            |                                                           |
| Ivanja Reka              | Maksimir Zagreb               | 1:0            |                                                           |

### Četvrtzavršnica
Igrano 25. ožujka 2015. 
| klub1                    | klub2          | rez.             |                                                 |
| ------------------------ | -------------- | ---------------- | ----------------------------------------------- |
| Tekstilac-Ravnice Zagreb | Sesvete        | 0:0 (3:5 11 m)   | Sesvete prošle boljim izvođenjem jedanaesteraca |
| Vrapče Zagreb            | Lučko          | 2:1              |                                                 |
| Ivanja Reka              | HAŠK Zagreb    | 0:0 (11:12 11 m) | HAŠK prošao boljim izvođenjem jedanaesteraca    |
| ZET Zagreb               | Ponikve Zagreb | 1:0              |                                                 |

### Poluzavršnica
Igrano 21. travnja 2015. 
| klub1         | klub2      | rez. |
| ------------- | ---------- | ---- |
| HAŠK Zagreb   | Sesvete    | 6:2  |
| Vrapče Zagreb | ZET Zagreb | 0:2  |

### Završnica
Igrano 27. travnja 2015. 
| klub1      | klub2       | rez. |                           |
| ---------- | ----------- | ---- | ------------------------- |
| ZET Zagreb | HAŠK Zagreb | 0:1  | HAŠK pobjednik Kupa ZNS-a |

## Poveznice
- Zagrebački nogometni savez
- Kup Zagrebačkog nogometnog saveza